# Slanské Nové Mesto
Slanské Nové Mesto (bis 1948 slowakisch „Nové Mesto“; ungarisch Szaláncújváros – bis 1907 Újváros) ist eine Gemeinde im Osten der Slowakei mit 462 Einwohnern (Stand 31. Dezember 2024), die zum Okres Košice-okolie, einem Teil des Košický kraj gehört. Sie ist Teil der traditionellen Landschaft Abov.

## Geographie
Die Gemeinde befindet sich im Südteil des Gebirges Slanské vrchy, in einem kleinen Tal zwischen den Bächen Roňava und Slivník gelegen. Das hügelige Gemeindegebiet ist zu zwei Drittel immer noch bewaldet, den Rest ist zu einem Großteil von Ackerboden bedeckt. Das Ortszentrum liegt auf einer Höhe von 221 m n.m. und ist 23 Kilometer von Trebišov sowie 28 Kilometer von Košice entfernt.
Östlich des Hauptortes liegen noch die Weiler Jozefova Pusta und Vyšný majer.
Nachbargemeinden sind Svinica im Norden, Zemplínska Teplica und sehr kurz Egreš im Osten, Slivník im Südosten, Kalša im Süden, Slanec im Westen und Slančík und Ruskov im Nordwesten.

## Geschichte
Slanské Nové Mesto wurde zum ersten Mal 1332 als Vyuarus schriftlich erwähnt auf königlichem Land, die wahrscheinlichen Gründer waren deutsche „Gäste“. Zum Ende des 14. Jahrhunderts waren Mitglieder des Geschlechts Lossonczy Gutsherren und gliederten das Dorf in das Herrschaftsgebiet der Burg Slanec ein. Im 16. Jahrhundert wurde das Geschlecht Forgách neuer Gutsherr und blieb so bis zur Abschaffung der Leibeigenschaft im Königreich Ungarn im Jahr 1848. Das alte Städtchen (slowakisches Nové Mesto beziehungsweise ungarisches Újváros bedeutet Neustadt) wurde wahrscheinlich während der Türkenkriege zerstört, 1715 war hier nur ein Haushalt untergebracht. 1828 zählte man 115 Häuser und 815 Einwohner, die in der Landwirtschaft beschäftigt waren, früher waren sie auch als Fasshersteller bekannt.
Bis 1918/1919 gehörte der im Komitat Abaúj-Torna liegende Ort zum Königreich Ungarn und kam danach zur Tschechoslowakei beziehungsweise heute Slowakei.

## Bevölkerung
| Jahr                | 1994 | 2004    | 2014    | 2024    |
| ------------------- | ---- | ------- | ------- | ------- |
| Anzahl der Personen | 505  | 482     | 499     | 462     |
| Unterschied         |      | −4,55 % | +3,52 % | −7,41 % |

| Jahr                | 2023 | 2024    |
| ------------------- | ---- | ------- |
| Anzahl der Personen | 460  | 462     |
| Unterschied         |      | +0,43 % |

Nach der Volkszählung 2011 wohnten in Slanské Nové Mesto 498 Einwohner, davon 457 Slowaken und ein Mährer. 40 Einwohner machten diesbezüglich keine Angabe. 262 Einwohner bekannten sich zur römisch-katholischen Kirche, 159 Einwohner zur griechisch-katholischen Kirche, sechs Einwohner zur reformierten Kirche, vier Einwohner zur evangelischen Kirche A. B., jeweils drei Einwohner zu den Siebenten-Tags-Adventisten und zur orthodoxen Kirche und ein Einwohner zur evangelisch-methodistischen Kirche. Zehn Einwohner waren konfessionslos und bei 50 Einwohnern wurde die Konfession nicht ermittelt.

## Bauwerke
- griechisch-katholische Heilig-Geist-Kirche im neoklassizistischen Stil aus dem Jahr 1868
- römisch-katholische Annakirche aus dem Jahr 1992